# 鈴木町 (小平市)
鈴木町（すずきちょう）は、東京都小平市の地名。現行行政地名は鈴木町一丁目から鈴木町二丁目。郵便番号は187-0011。

## 地理

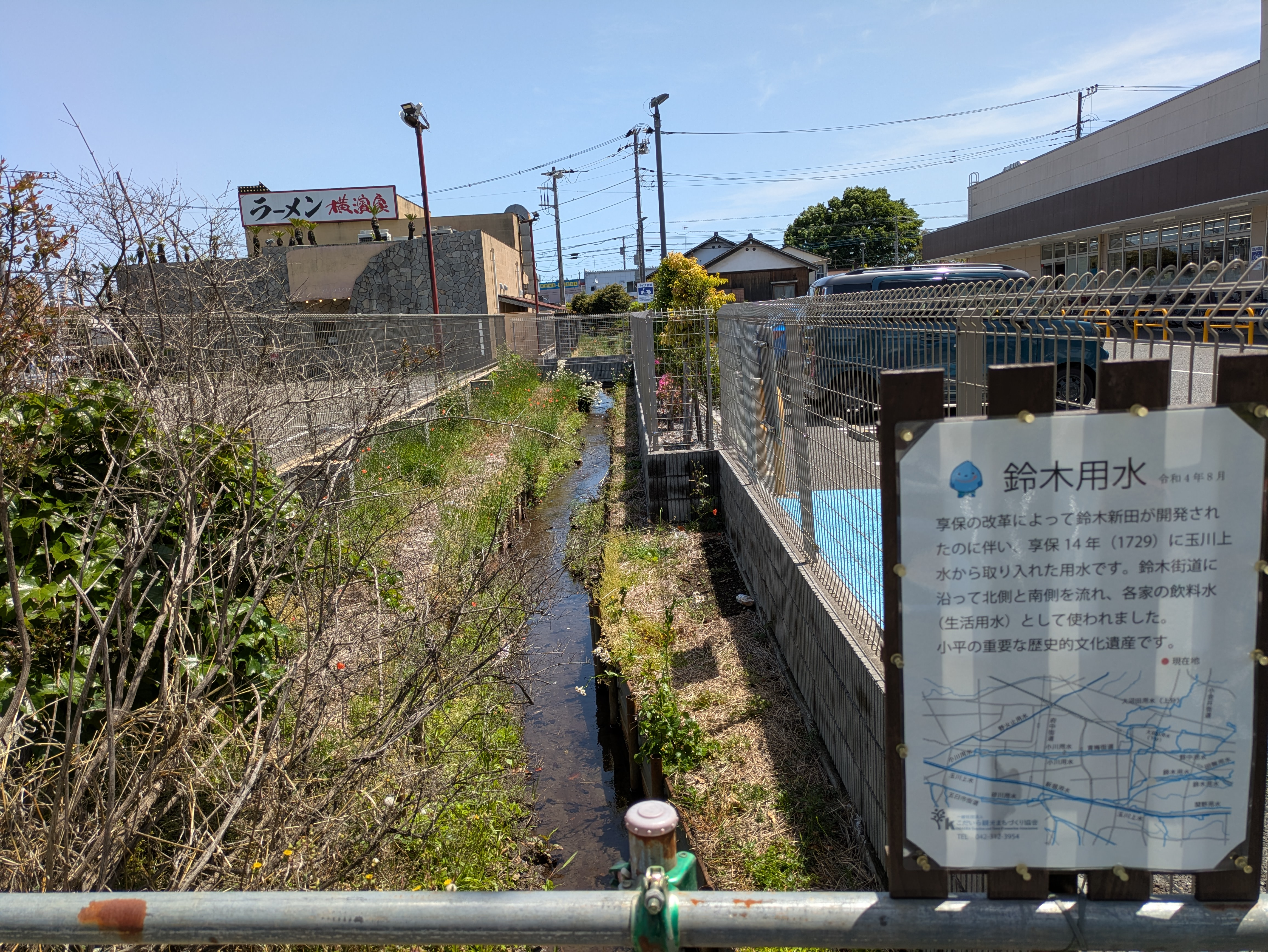
鈴木町　鈴木用水

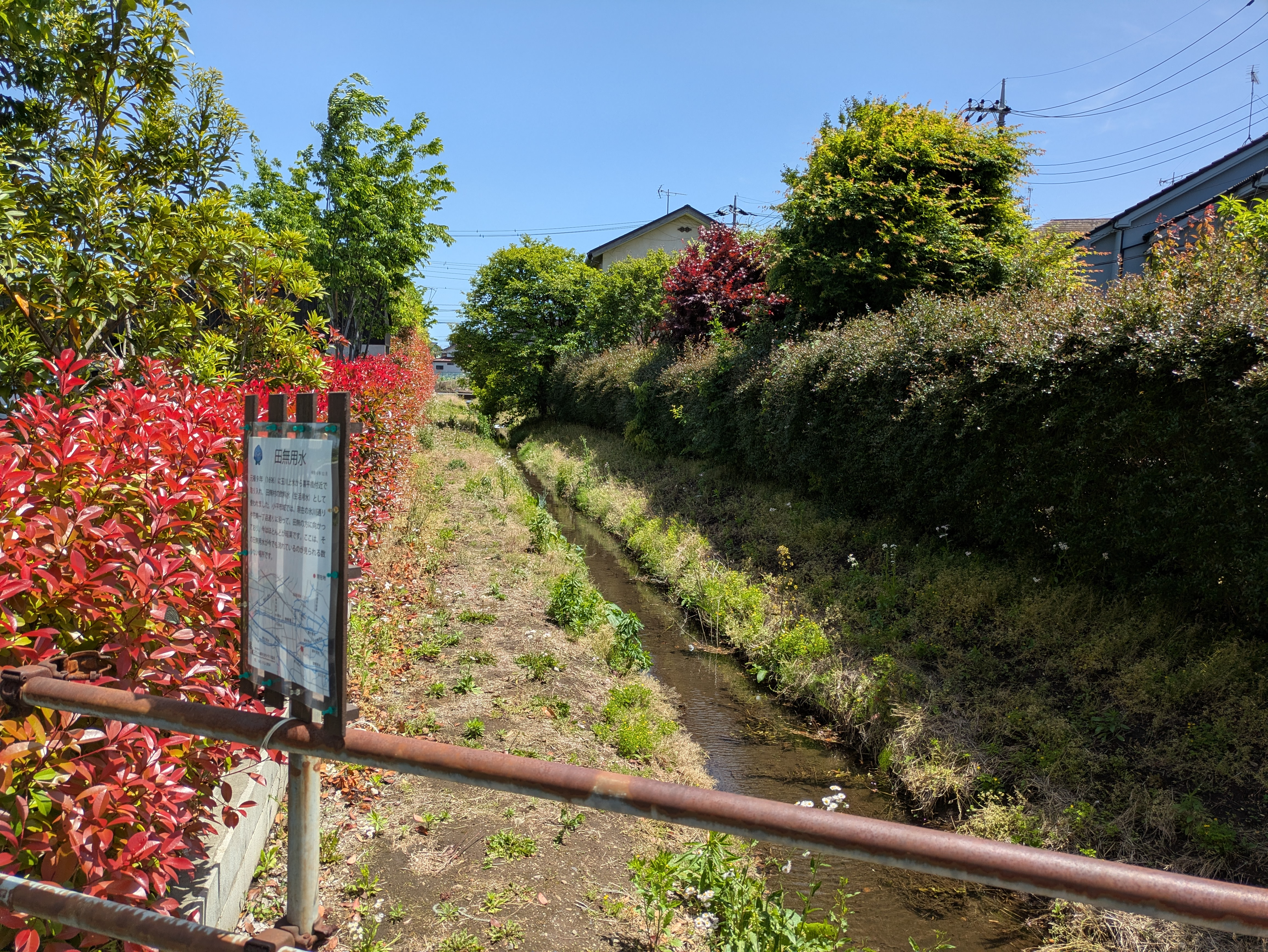
鈴木町　田無用水

小平市の中央に位置する。東から時計回りに、小平市花小金井、小平市花小金井南町、小平市回田町、小平市御幸町、小平市喜平町、小平市学園東町、小平市仲町 小平市天神町に隣接する。

### 河川
- 鈴木用水
- 田無用水

## 歴史
町名は、江戸時代に開かれた鈴木新田の名を引き継ぐ。「鈴木新田」は、開発者である多摩郡貫井村（現在の小金井市）の豪農・鈴木利左衛門にちなむ。

## 小・中学校の学区
市立小・中学校に通う場合、学区は以下の通りとなる。
小学校
- 小平市立小平第九小学校
- 小平市立小平第八小学校
- 小平市立鈴木小学校
- 小平市立小平第五小学校

中学校
- 小平市立小平第三中学校
- 小平市立花小金井南中学校

## 交通

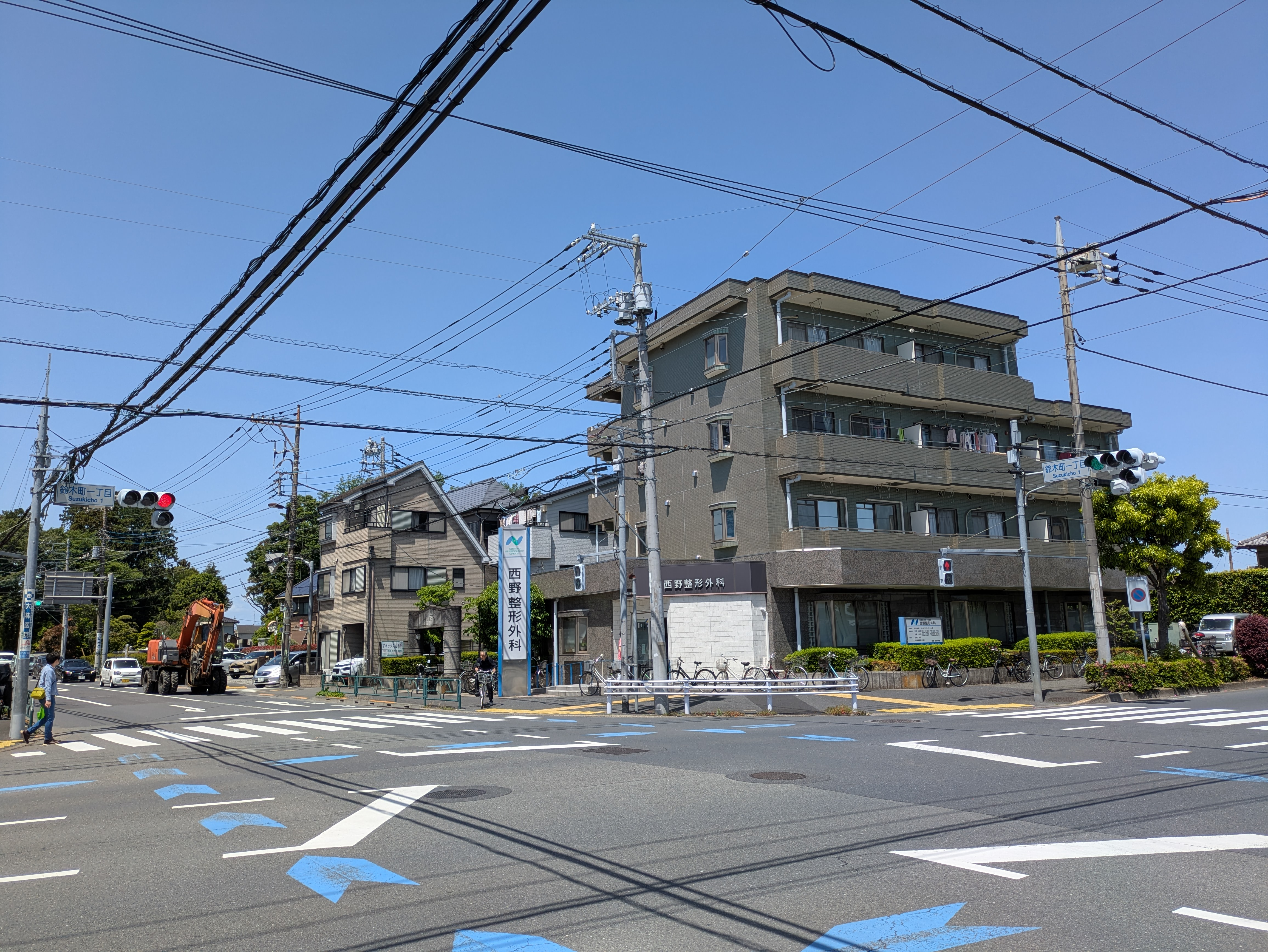
鈴木町1丁目交差点

### 鉄道
| バス移動で利用可能駅 |
| --- |
| 西武新宿線 - 花小金井駅(SS 18) - 小平駅(SS 19) JR中央線 - 武蔵小金井駅(JC 15) JR中央線 西武国分寺線(SK01) 西武多摩湖線(ST01) - 国分寺駅(JC 16) |

### バス
- 西武バス小平営業所が、周辺のバス路線を運行している。
- 立川バス上水営業所が、周辺のバス路線を運行している。

### 道路
- 東京都道15号府中清瀬線
- 東京都道132号小川山田無線
- 東京都道248号府中小平線
- 鈴木街道

## 施設
- 小平市立小平第三中学校
- 小平市立小平第八小学校
- 小平市立小平第九小学校
- 宝寿院

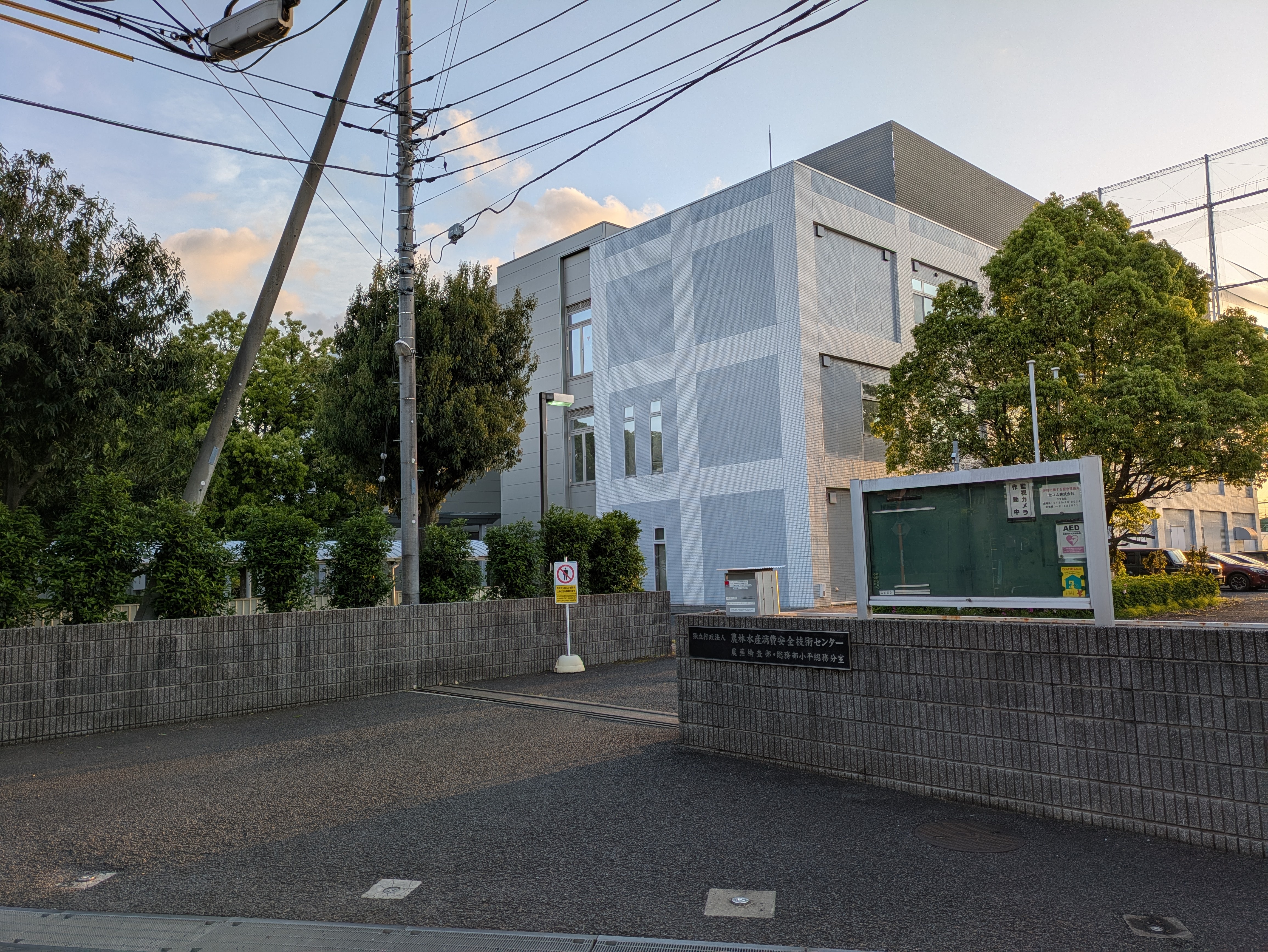
農林水産消費安全技術センター(旧:農薬検査所)

- 農林水産消費安全技術センター農薬検査部(旧:農薬検査所)